# Michael Beriegel
Michael Beriegel (auch Berigel oder Briegel; * um 1630; † 1687/1693) war ein deutscher Orgelbauer, der in Norddeutschland wirkte. 

## Leben
Michael Beriegel war ein Schüler und Schwiegersohn des Orgelbauers Friedrich Stellwagen, dessen Tochter Catharina Elisabeth (* 1638; † nach 1693) er heiratete. Er lebte in Lüneburg und wirkte in dessen Umgebung bis nach Mecklenburg. Ab 1669 baute er eine neue Orgel für den Dom zu Cammin in Pommern mit drei Manualen und 40 Registern, deren Prospekt bis heute erhalten ist. In jener Zeit lebte er wahrscheinlich in Stettin. Sein Sohn David Georg (auch David Jürgen) arbeitete mit ihm zusammen in Sternberg.

## Werkliste (Auswahl)
In der fünften Spalte bezeichnet die römische Zahl die Anzahl der Manuale, ein großes „P“ ein selbstständiges Pedal und die arabische Zahl in der vorletzten Spalte die Anzahl der klingenden Register. Die letzte Spalte führt Besonderheiten und weiterführende Weblinks links. Erhaltene historische Gehäuse (mit modernen Orgeln) werden durch Kursivschrift angezeigt.
| Jahr            | Ort                    | Gebäude                   | Bild | Manuale | Register | Bemerkungen                                                                                                   |
| --------------- | ---------------------- | ------------------------- | ---- | ------- | -------- | --- |
| 1664            | Lübeck                 | Marienkirche              |      | I       | 5        | Neubau eines Positivs; nicht erhalten                                                                         |
| 1661–1665       | Lüneburg               | Lambertikirche            |      | III/P   | 40       | Umbau der Orgel eines unbekannten Orgelbauers, Reduzierung von 60 auf 40 Stimmen; nicht erhalten              |
| 1668            | Sülfeld                | Kirche Sülfeld            |      |         |          | Vertrag über Neubau; nicht erhalten                                                                           |
| 1670, 1677–1684 | Lübeck                 | Marienkirche, Große Orgel |      | III/P   | 54       | Reparaturen und Stimmarbeiten an der Orgel von Friedrich Stellwagen; nicht erhalten                           |
| 1673            | Hamburg-Bergedorf      | St. Petri und Pauli       |      |         |          | große Reparatur der Orgel von Hans Scherer dem Ältere (1593); nicht erhalten                                  |
| 1674            | Hamburg-Curslack       | St. Johannis              |      |         |          | Reparatur der Orgel von 1622; nicht erhalten                                                                  |
| 1678            | Lüdingworth            | St.-Jacobi-Kirche         |      | II/P    | 20       | Umbauten und Reparaturen der Orgel von Antonius Wilde (1598/1599) → Orgel der St.-Jacobi-Kirche (Lüdingworth) |
| 1679–1682       | Cammin                 | Dom zu Cammin             |      | III/P   | 40       | Neubau; verändertes Gehäuse und Prospektpfeifen erhalten → Orgel des Camminer Doms                            |
| 1684            | Lübeck                 | Marienkirche              |      | I       | 5        | Reparaturen des Positivs; nicht erhalten                                                                      |
| 1683–1687       | Sternberg, Mecklenburg | Stadtkirche Sternberg     |      | II/P    | 24       | Reparaturen; nicht erhalten                                                                                   |